# Puchar Kontynentalny w kombinacji norweskiej 2007/2008
Sezon 2007/2008 Pucharu Kontynentalnego w kombinacji norweskiej rozpoczął się 14 grudnia 2007 w norweskim Høydalsmo, zaś ostatnie zawody z tego cyklu zaplanowane zostały na 16 marca 2008 we włoskim Pragelato. W kalendarzu znalazły się dwadzieścia dwa konkursy, w tym jedenaście sprintów, trzy starty masowe, siedem metodą Gundersena i jeden konkurs drużynowy.
Pierwotnie cykl ten nosił nazwę Pucharu Świata B, jednak po zakończeniu tego sezonu zmieniono ją na Puchar Kontynentalny. Tytułu najlepszego zawodnika bronił Norweg Einar Uvsløkk. W sezonie tym najlepszy okazał się Austriak Marco Pichlmayer.

## Kalendarz i wyniki
| Lp  | Data             | Miejscowość | Konkurencja                     | 1. miejsce                                     | 2. miejsce                                  | 3. miejsce                               |
| --- | ---------------- | ----------- | ------------------------------- | ---------------------------------------------- | ------------------------------------------- | ---------------------------------------- |
| 1.  | 14 grudnia 2007  | Høydalsmo   | Start masowy HS94/10 km         | David Zauner                                   | Matthias Menz                               | Tommy Schmid                             |
| 2.  | 15 grudnia 2007  | Høydalsmo   | Gundersen HS94/15 km            | Matthias Menz                                  | David Zauner                                | Marcel Höhlig                            |
| 3.  | 16 grudnia 2007  | Høydalsmo   | Sprint HS94/7,5 km              | David Zauner                                   | Iver Markengbakken                          | Håvard Klemetsen                         |
| 4.  | 19 grudnia 2007  | Vuokatti    | Sprint HS100/7,5 km             | David Zauner                                   | Matthias Menz                               | Tommy Schmid                             |
| 5.  | 21 grudnia 2007  | Vuokatti    | Start masowy HS100/10 km        | David Zauner                                   | Michael Hollenstein                         | Matthias Menz                            |
| 6.  | 22 grudnia 2007  | Vuokatti    | Sprint huraganowy HS134/7,5 km  | David Zauner                                   | Matthias Menz                               | Taihei Katō                              |
| 7.  | 12 stycznia 2008 | Liberec     | Gundersen HS134/15 km           | Mikko Kokslien                                 | Marco Pichlmayer                            | Tom Beetz                                |
| 8.  | 13 stycznia 2008 | Liberec     | Sprint HS134/7,5 km             | Marco Pichlmayer                               | Tomaz Druml                                 | Tom Beetz                                |
| 9.  | 18 stycznia 2008 | Chaux-Neuve | Sprint HS100/7,5 km             | Eric Camerota                                  | Marco Pichlmayer                            | Iver Markengbakken                       |
| 10. | 19 stycznia 2008 | Chaux-Neuve | Gundersen HS100/15 km           | Mikko Kokslien                                 | Sebastien Lacroix                           | Mathieu Martinez                         |
| 11. | 20 stycznia 2008 | Chaux-Neuve | Sprint HS100/7,5 km             | Mikko Kokslien                                 | Jonathan Félisaz                            | Marco Pichlmayer                         |
| 12. | 9 lutego 2008    | Szczyrk     | Gundersen HS95/15               | odwołany                                       | odwołany                                    | odwołany                                 |
| 13. | 10 lutego 2008   | Szczyrk     | Sprint HS95/7.5                 | odwołany                                       | odwołany                                    | odwołany                                 |
| 14. | 15 lutego 2008   | Iiyama      | Sprint HS89/7,5 km              | Marco Pichlmayer                               | Tomaz Druml                                 | Yūsuke Minato                            |
| 15. | 17 lutego 2008   | Hakuba      | Start masowy HS131/10 km        | Marco Pichlmayer                               | Akito Watabe                                | Tomaz Druml                              |
| 16. | 18 lutego 2008   | Hakuba      | Sprint huraganowy HS131/7,5 km  | Jens Kaufmann                                  | Akito Watabe                                | Tim Hug                                  |
| 17. | 19 lutego 2008   | Hakuba      | Gundersen HS131/15 km           | Mark Schlott                                   | Marco Pichlmayer                            | Eric Camerota                            |
| 18. | 8 marca 2008     | Eisenerz    | Gundersen HS95/15 km            | Mark Schlott                                   | Pavel Churavý                               | Magnus Krog                              |
| 19. | 9 marca 2008     | Eisenerz    | Sprint HS95/7,5 km              | Giuseppe Michielli                             | Nicolas Martin                              | Tim Hug                                  |
| 20. | 14 marca 2008    | Pragelato   | Gundersen HS140/15 km           | Alessandro Pittin                              | Marco Pichlmayer                            | Magnus Krog                              |
| 21. | 15 marca 2008    | Pragelato   | Sprint drużynowy HS140/2x7,5 km | Norwegia I Torkild Rasmussen Aam · Magnus Krog | Francja I Nicolas Martin · Jonathan Félisaz | Austria I Marco Pichlmayer · Tomaz Druml |
| 22. | 16 marca 2008    | Pragelato   | Sprint HS140/7,5 km             | Magnus Krog                                    | Lukas Klapfer                               | Tim Hug                                  |

## Klasyfikacje
| Lp.   | Zawodnik         | Punkty |
| 1.    | Marco Pichlmayer | 855    |
| 2.    | Mark Schlott     | 691    |
| 3.    | Magnus Krog      | 485    |
| 4.    | Tomaz Druml      | 483    |
| 5.    | Akito Watabe     | 474    |
| 6.    | Tim Hug          | 466    |
| 7.    | Pavel Churavý    | 391    |
| 8.    | Taihei Katō      | 383    |
| 9.    | Tom Beetz        | 371    |
| 10.   | Jonathan Félisaz | 344    |
| . . . |                  |        |
| 31.   | Marcin Mąka      | 128    |
| 64.   | Wojciech Cieślar | 20     |